# THE VOICE (松平健のアルバム)
『THE VOICE 〜セルフカバー・ベストアルバム〜』（ザ・ヴォイス セルフカバー・ベストアルバム）は、2005年に発売された松平健のベスト・アルバムである。

## 解説
前年大ヒットした「マツケンサンバII」を始め、「斬って候」や「花〜すべての人の心に花を〜」といった、セルフカバー曲が収録されている。
CDは2枚組になっており、Disc2は2005年3月に東京ドームで行われたライブの模様が収録されたDVDとなっている。

## 収録曲
1. 斬って候
作詞:荒木とよひさ/作曲:柴田遊
2. マツケンサンバI（リアレンジバージョン）
作詞:杉紀彦/作曲:京建輔
オリジナルではイントロが非常に長いが、リアレンジバージョンは「マツケンサンバII」よりも短い。
3. 花〜すべての人の心に花を〜
作詞・作曲:喜納昌吉
喜納昌吉のカバー。
4. ボレロぬくもり
作詞:たきのえいじ/作曲:久保進一
5. マツケンマンボ
作詞:杉紀彦/作曲:曽根幸明
6. 心の絆
作詞:荒木とよひさ/作曲:甲斐正人
7. 夜明け
作詞・作曲:中山大三郎
8. 眠れ花の香りに
作詞:荒木とよひさ/作曲:柴田遊
9. あなたにバラを
作詞:山口洋子/作曲:新井現詞
10. マツケンサンバII
作詞:吉峰暁子/作曲:宮川彬良
11. マツケンでGo!
作詞:及川眠子/作曲:宮川彬良
12. マツケンサンバII音頭
13. マツケンサンバII（ピアノ・インストゥルメンタル）